# 宋家乡 (渠县)
宋家乡，是中华人民共和国四川省达州市渠县曾经下辖的一个乡。2019年12月，撤销宋家乡，将其所属行政区域划归新市镇管辖。

## 行政区划
宋家乡撤销前下辖以下地区：
祥和社区、宋家村、鸡山村、小黎村、大黎村、碾坊村和太吉村。